# ロドリック・オコナー
ロドリック・オコナー（Roderic O'Conor、1860年10月17日 - 1940年3月18日）はアイルランド生まれの画家である。フランスで活動した。ブルターニュのポン＝タヴァンで活動し、ポール・ゴーギャンの影響を受けた「ポン＝タヴァン派」の画家の一人である。

## 略歴
アイルランド、ロスコモン県のCastleplunketで生まれた。父親は治安判事で1863年に県長官(high sheriff)を務めた人物である。ダブリンのアンプルフォース・カレッジで学び、ダブリンの美術学校、Royal Hibernia Academy of Artで学んだ。1884年にオランダのアントウェルペンの美術学校で学んだ後、パリに移った。パリではモンパルナスのレストラン「Chat-Blanc」に集まった英語圏の芸術家の一人になった。その中にはアメリカ出身の画家、トーマス・アレキサンダー・ハリソンらがいた。パリで印象派の画家の作品に強い影響を受けた。
1887年に初めてブルターニュのポン＝タヴァンを訪れたとされ、1892年から1904年の間、何度もポン＝タヴァンを訪れ、ポール・ゴーギャンやアルマン・セガン、シャルル・フィリジェ、エリック・フォーブス＝ロバートソンといった画家たちと親しくなった。1889年から1889年の間はやはり多くの芸術家の集まったグレ＝シュル＝ロワンに滞在した。
1905年からはパリに住んで活動した。
ブルターニュの風景や人物画を描き、主にサロン・ドートンヌに出展した。アイルランド出身の印象派の代表的な画家となった。パリでは作家のサマセット・モームとも交流があった。

## 作品

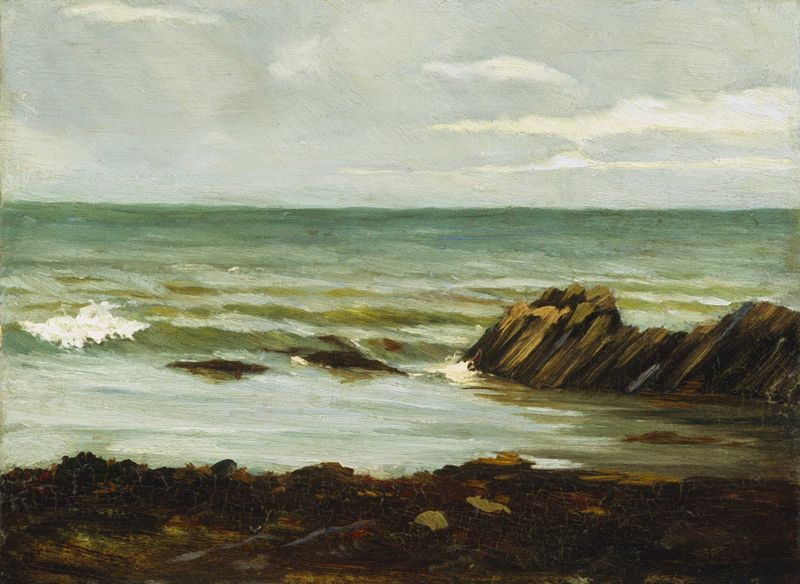
アベリストウィスの海岸 (1885)
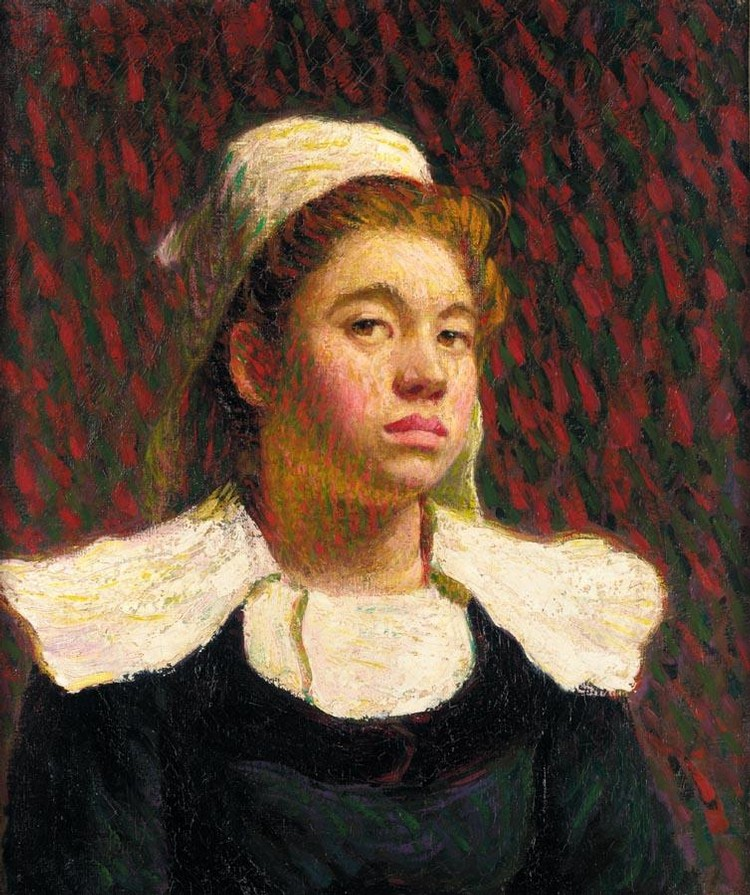
"Bretonne" (c.1890)
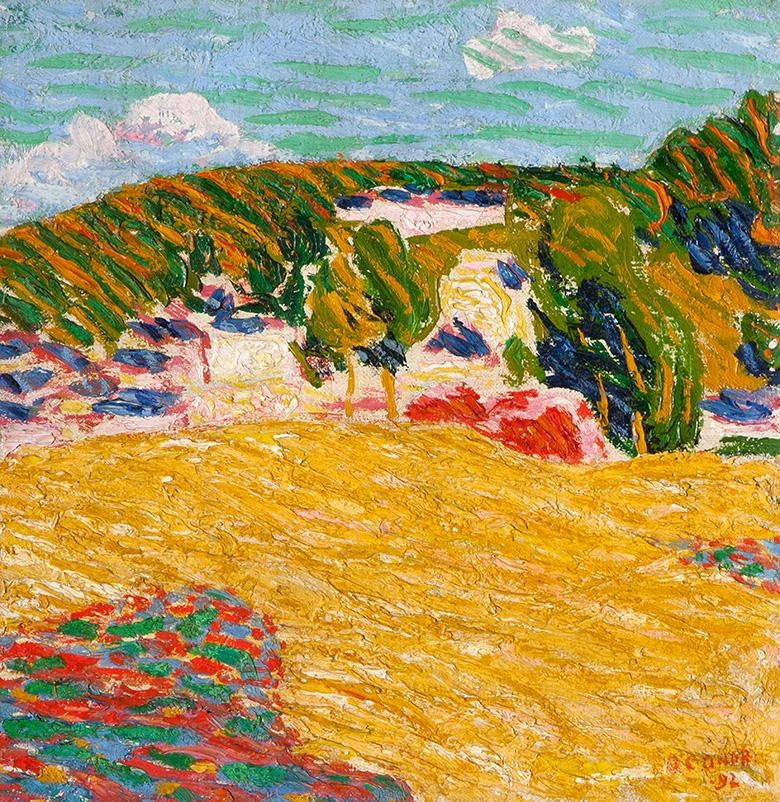
ポン＝タヴァンの野原 (1892)
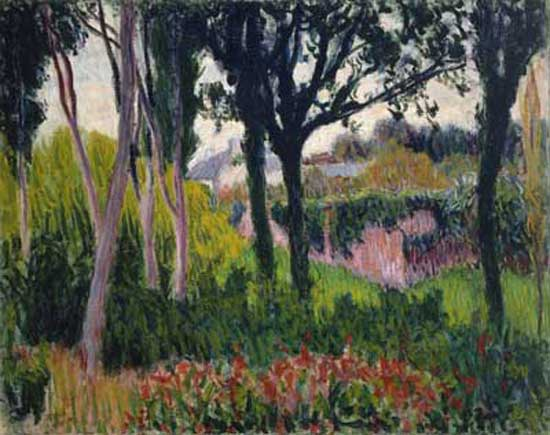
Lezavenの畑 (1894)
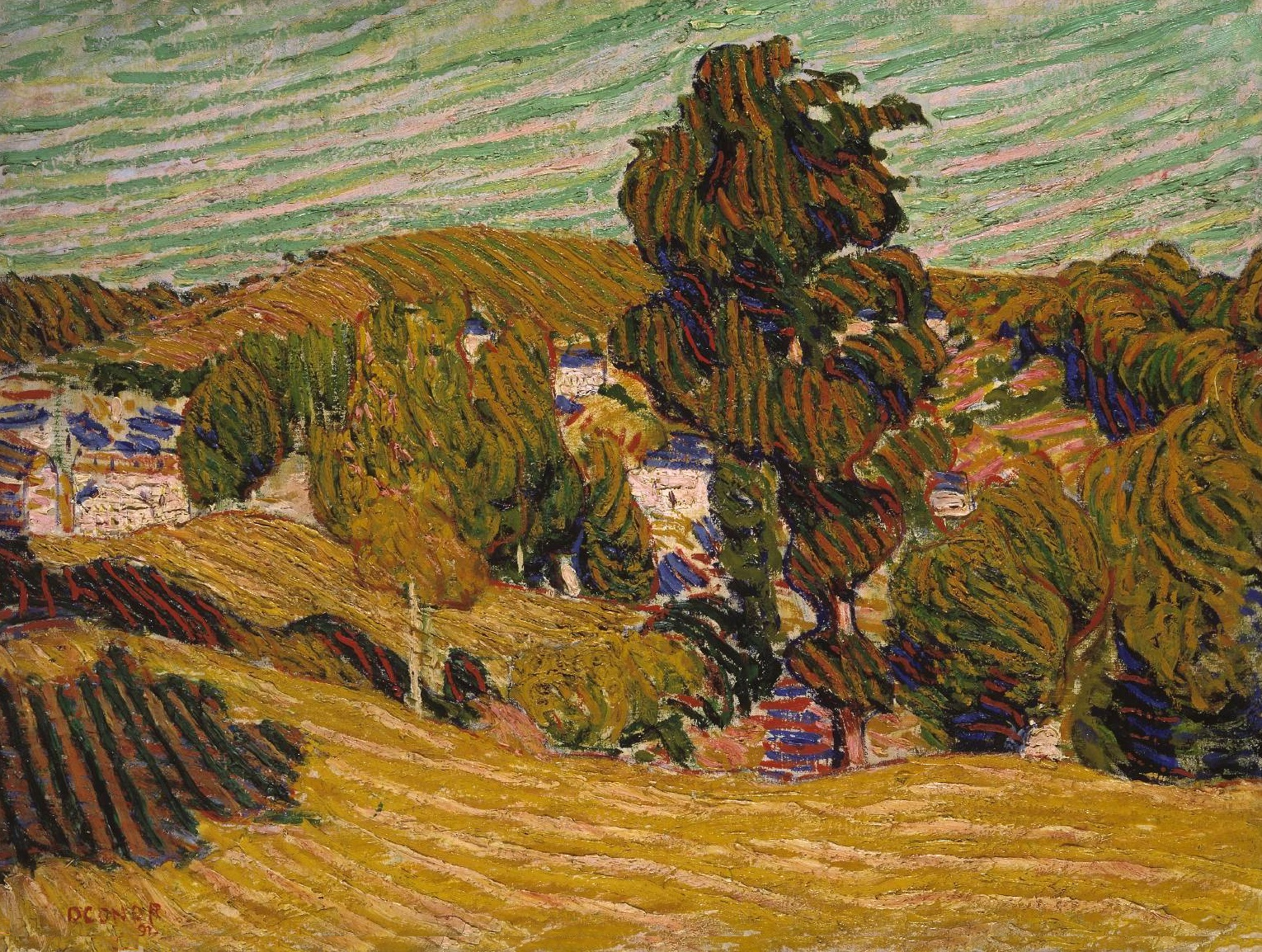
"Yellow Landscape"(1892)
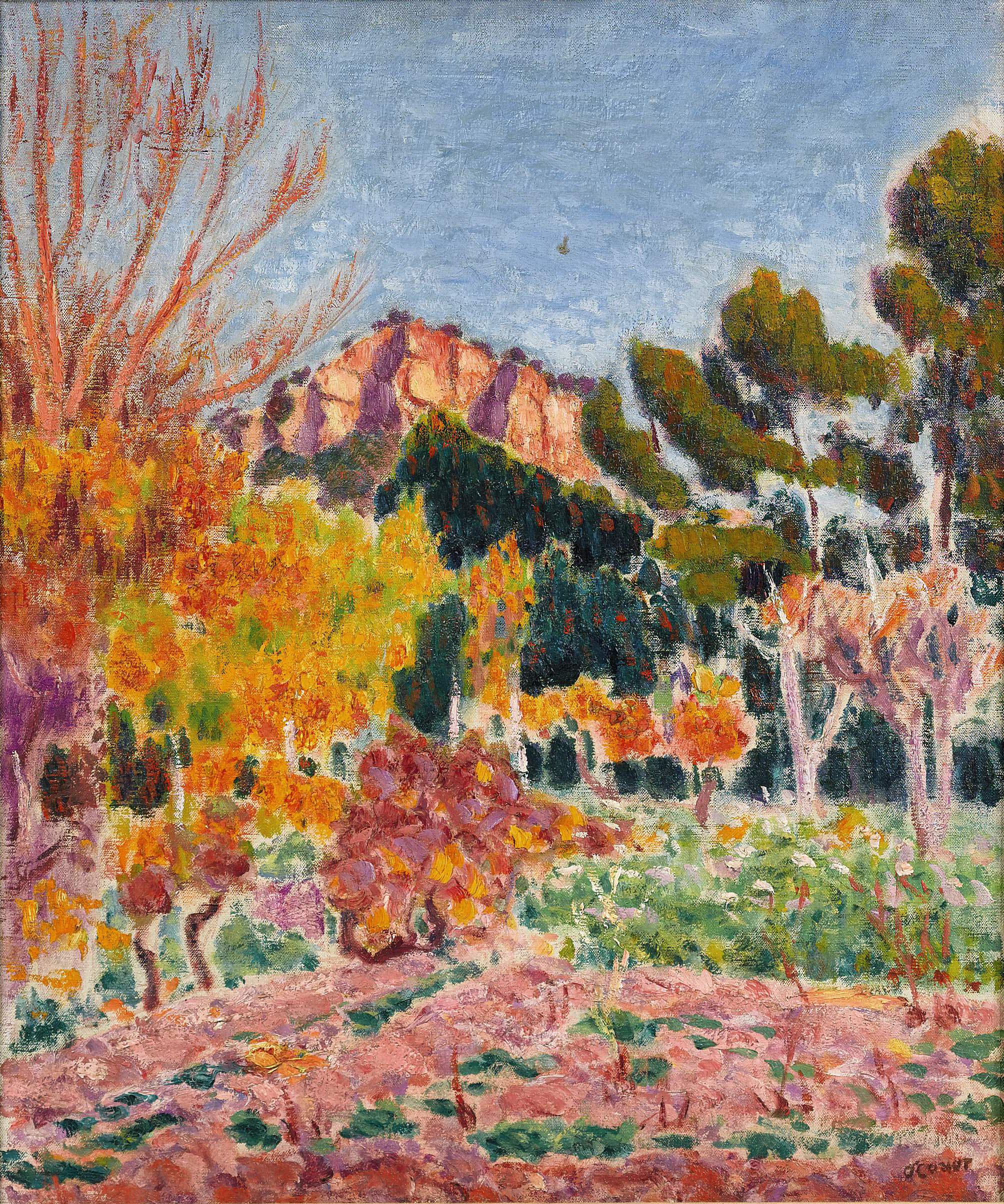
"Paysage" (1900)]
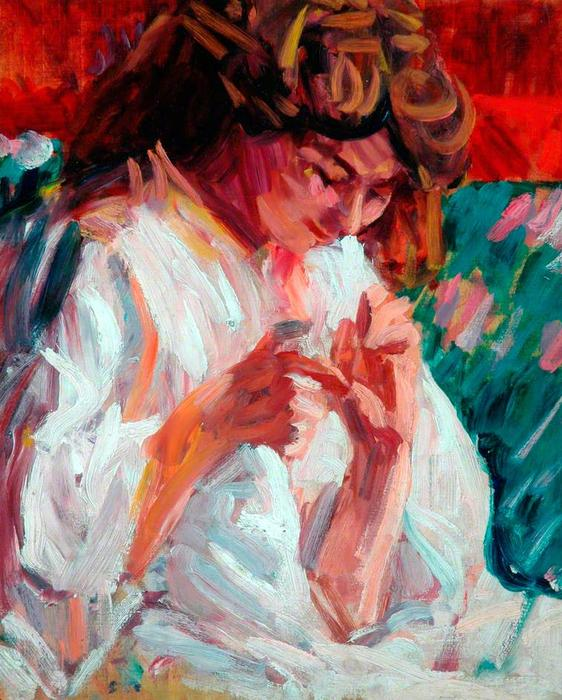
(1900)
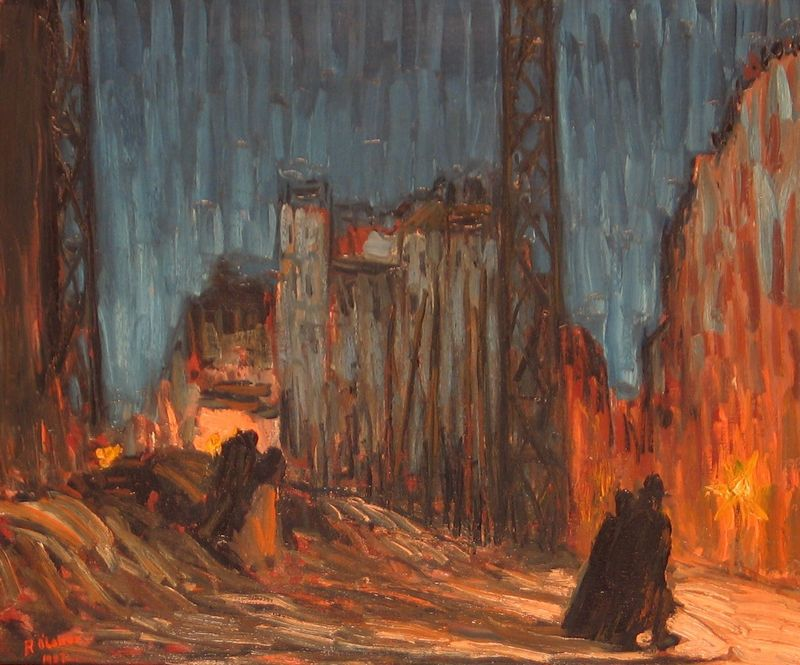
"Boulevard Raspai" (1907)